# David Kahn

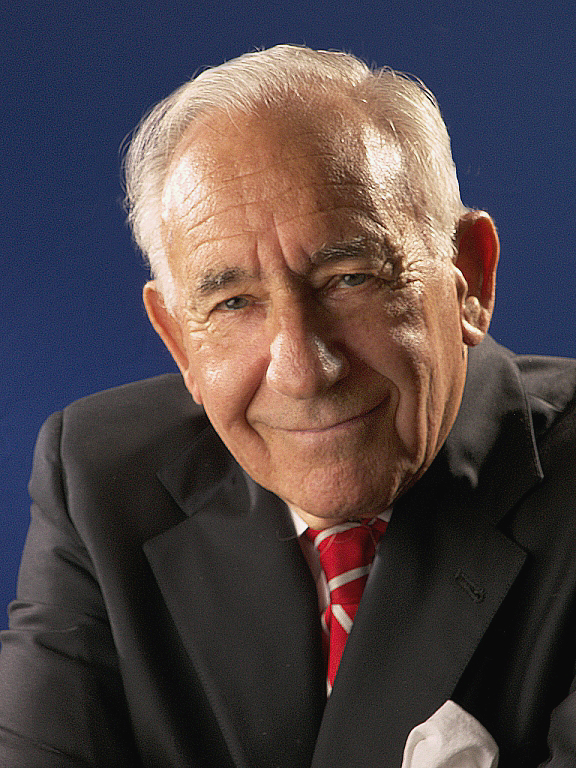
David Kahn (2009)

David Kahn (* 7. Februar 1930 in New York City; † 23. Januar 2024 in Great Neck, New York) war ein amerikanischer Historiker, Journalist und Schriftsteller. Sein Spezialgebiet war die Geschichte der Kryptologie sowie der militärischen Aufklärung.

## The Codebreakers

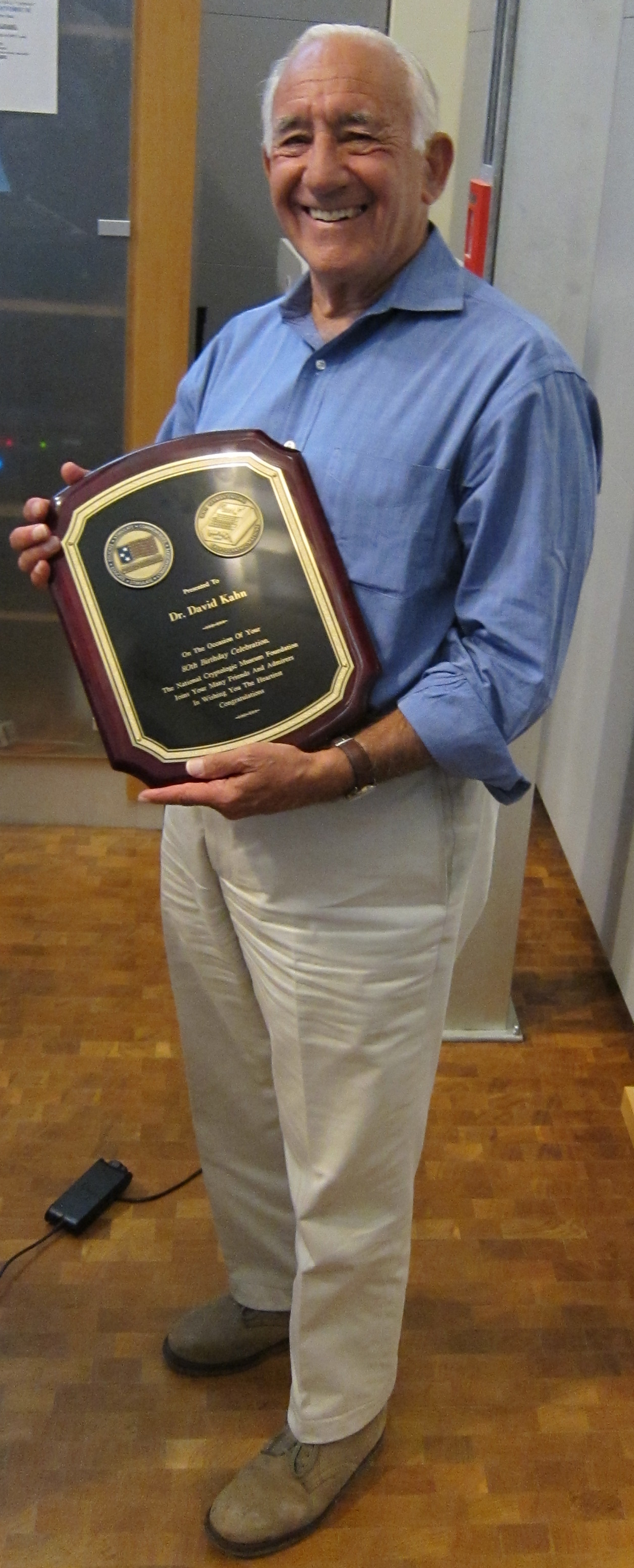
David Kahn (2010) mit Ehrenplakette des NCM, die ihm anlässlich seines 80. Geburtstags überreicht wurde

Kahns erstes Buch erschien 1967 und trug den Titel The Codebreakers – The Story of Secret Writing. Es gilt als das (englischsprachige) Standardwerk zur Geschichte der Kryptographie schlechthin. Der Autor beschreibt die vielfältigen kryptographischen Verfahren von ihren Anfängen in der Antike über das Mittelalter bis hin zum Ersten Weltkrieg und Zweiten Weltkrieg sehr ausführlich. Es verbleiben allerdings auch in Neuauflagen einige wenige historische Lücken, da etwa die Existenz der im Zweiten Weltkrieg konstruierten Colossus-Rechner bis 1970 geheim gehalten wurde.

## Leben
David Kahn war das Kind von Jesse und Florence Kahn (eigentlich Cohen), die 1907 aus Österreich-Ungarn in die USA auswanderten. Sein Interesse an der Kryptographie erwuchs aus der Lektüre des Buches Secret and urgent von Fletcher Pratt. Er trat daraufhin der American Cryptogram Association und später der New York Cipher Society bei. Nach seiner Zeit an der Bucknell Universität arbeitete Kahn als Reporter für Newsday. Im Jahr 1960 schrieb er einen Artikel in The New York Times über die Enthüllung von Überläufern der National Security Agency. Der Artikel verschaffte ihm einen Vertrag für sein Buch.
Später lernte Kahn Deutsch und recherchierte intensiv, unter anderem im Militärarchiv in Freiburg im Breisgau. Sein Ziel war die militärische Aufklärung zur Zeit des Zweiten Weltkriegs weiter zu erforschen. Sein Buch Hitler’s Spies erschien 1978. Seine Forschungsergebnisse nutzte er für seine Dissertation, für die ihm 1974 der Doktorgrad verliehen wurde. In den folgenden Jahren verfasste er eine Vielzahl weiterer Veröffentlichungen (siehe auch: Schriften). Im Jahr 2020 wurde er in die Hall of Honor („Ehrenhalle“) der National Security Agency (NSA) aufgenommen.
David Kahn hatte zwei Söhne. Er lebte zuletzt in Great Neck und plante weitere Veröffentlichungen, die sich mit der militärischen Aufklärung während des Zweiten Weltkriegs befassen sollten. Er starb zwei Wochen vor Vollendung seines 94. Lebensjahres.

## Schriften (Auswahl)
- The Codebreakers, MacMillan 1967, 1974, gekürzt und ergänzt in Taschenbuchausgabe Sphere Books 1980 und neu bearbeitet bei B & T 1996 (ca. 1200 Seiten), ISBN 0-684-83130-9
- Plaintext in the new unabridged: An examination of the definitions on cryptology in „Webster’s Third New International Dictionary“ (Crypto Press 1963)
- The Forschungsamt – Nazi Germany’s most secret Communications Intelligence Agency. Cryptologia, 2:1, S. 12–19, 1978, doi:10.1080/0161-117891852758 (englisch).
- Cryptology goes Public (Council on Foreign Relations 1979)
- Notes & correspondence on the origin of polyalphabetic substitution (1980)
- Codebreaking in World Wars I and II: The major successes and failures, their causes and their effects (Cambridge University Press 1980)
- Kahn on Codes: Secrets of the New Cryptology (Macmillan 1984), ISBN 0-02-560640-9.
- Cryptology: Machines, History and Methods von Cipher Deavours and David Kahn (Artech House 1989), ISBN 0-89006-399-0.
- Seizing the Enigma: The Race to Break the German U-Boats Codes, 1939–1943 (Houghton Mifflin 1991), ISBN 0-395-42739-8.
- Hitler’s Spies: German Military Intelligence in World War II (Da Capo Press 2000), ISBN 0-306-80949-4.
- The Reader of Gentlemen’s Mail: Herbert O. Yardley and the Birth of American Codebreaking (Yale University Press 2004), ISBN 0-300-09846-4.